# Robert Pinsky
Robert Pinsky, né le 20 octobre 1940  à Long Branch dans le New Jersey est un poète, essayiste, critique littéraire, professeur d'université et traducteur américain. Il fut élu Chancelier de l'Academy of American Poets en 2004, charge qu'il occupera jusqu'en 2010. Il est élu trois années de suite, Poète Lauréat des États-Unis (1997-2000) et  ce qui est une première. 

## Biographie
Robert Pinsky est né de Milford Simon Pinsky et de Sylvia Eisenberg.
Après des secondaires au Long Branch High School, il s'inscrit à la Rutgers University où il obtient son Bachelor of Arts en 1962. Il poursuit ses études à l'Université de Stanford où il obtient son Master of Arts en 1965 et son Ph.D en 1967.
En 1961, il épouse Ellen Jane Bailey, ensemble ils auront trois filles.
Pinsky enseigne à l'Université de Boston après avoir été professeur au Wellesley College et  à l'University of California, à Berkeley.
Tout au long de sa carrière, Robert Pinsky s'est interrogé sur la place et le rôle de la poésie dans le monde, les diverses cultures.Lorsqu'il fut nommé Poète lauréat, Robert Pinsky a su montrer à travers une enquête que des milliers d'Américains  de divers horizons, tous âges et de tous les États partageaient en commun des poèmes, poèmes qui figuraient également ses poèmes préférés. Contrairement à aux idées reçues, la poésie a eu une présence forte dans le paysage culturel américain. 
À la suite de cette enquête, il a publié en 1999, une anthologie Americans' Favorite Poems, qui comprend les lettres des participants à l'enquête. Le succès fut tel que deux autres anthologies vont se succèder : Poems to Read: A New Favorite Poem en 2002 et An Invitation to Poetry en 2004.
En dehors de ses poèmes marqué par la musique de Jazz, Robert Pinsky a traduit l'Enfer de Dante qui lui a valu le Los Angeles Times Book Award et le Prix Howard Morton Landon, Il est également co-traducteur  des  Separate Notebooks, poèmes du prix Nobel Czeslaw Milosz. Parmi ses livres en prose se dégage The Life of David, récit animé revisitant les exploits et légendes autour du Roi David. 
Pinsky a également écrit le livret de l'opéra de Tod Machover Death and the Power, dont la première fut montée à Monaco à l'automne 2010. 
Il a été le directeur de publication de The Best of the Best American Poetry,  vingt-cinquième volume  de la série populaire Best American Poetry series. 
En mars-juin 2013, la Shakespeare Theatre Company a mis en scène l'adaptation et la traduction du Wallenstein de Friedrich von Schiller faite par Robert Pinsky. 
Son dernier livre est un recueil de poèmes intitulé At the Foundling Hospital, éd. Farrar, Straus and Giroux, 2016.
Les conférences de Robert  Pinsky données à l'Université de Princeton ont été publiés comme Democracy, Culture and the Voice of Poetry. Ses conférences prononcées  à l'Université Rice ont été publiés comme Thousands of Broadways.
Robert Pinsky publie régulièrement dans des magazines tels que The New Yorker, The Atlantic Monthly, The Threepenny Review, The Best American Poetry anthologies, etc.
En 2015, l'Université de Boston nomme Robert Pinsky professeur émérite à la chaire de William Fairfield Warren, qui est la plus haute distinction décernée aux membres du corps professoral qui participent activement à la recherche  et à la vie universitaire.
Il réside à Newton Corner, dans le Massachusetts.

## Œuvres

### Poésie
- At the Foundling Hospital, éd. Farrar, Straus and Giroux, 2016[13],
- Selected Poems, éd. Farrar, Straus and Giroux, 2012[14],
- Gulf music, éd. Farrar, Straus and Giroux, 2007,
- First Things to Hand, éd. Sarabande Books, 2006,
- Jersey Rain, éd. Farrar, Straus and Giroux, 2001[15],
- The Figured Wheel, éd. Farrar, Straus and Giroux, 1997[16],
- The Want Bone, éd.  Ecco Press, 1991,
- History of My Heart, éd. Farrar, Straus and Giroux, 1984,
- An Explanation of America, éd. Princeton University Press, 1979,
- Sadness and Happiness, éd. Princeton University Press, 1975.

### Prose et essais
- Thousands of Broadways, éd. The Rice University Campbell Lectures[17], 2009,
- The Life of David, éd.  Schocken Books, 2005[18],
- Democracy, Culture and the Voice of Poetry, éd. Princeton University Press, 2005,
- The Sounds of Poetry, éd. Farrar, Straus and Giroux, 1999,
- Poetry And The World, éd. Ecco Press, 1992,
- The Situation of Poetry: Contemporary Poetry and Its Traditions, éd,  Princeton University Press, 1978.

### Fiction interactive
- Mindwheel (1984).

### Livret
- Death and the Powers, pour un opéra de Tod Machover (2010).

### Traductions
- Friedrich Schiller's Wallenstein, éd. Dog Ear Publishing, 2013,
- The Inferno of Dante: A New Verse Translation, éd. Farrar, Straus and Giroux, 1996[19],
- The Separate Notebooks de Czesław Miłosz, traduit avec Renata Gorczynski et Robert Hass, éd. PerfectBound, 1984.

### CD
- PoemJazz II, éd. Circumstancial productions, 2015,
- PoemJazz, éd. Circumstancial productions, 2012[20].
- Essential Pleasures: A New Anthology of Poems to Read Aloud With CD, éd. W.W. Norton, 2009.

### Anthologies
- Singing School: Learning to Write (and Read) Poetry by Studying with the Masters, éd. W. W. Norton & Company, 2014,
- Essential Pleasures: A New Anthology of Poems to Read Aloud, éd. W. W. Norton & Company, 2009,
- An Invitation to Poetry: A New Favorite Poem Project Anthology, éd. W. W. Norton & Company, 2004,
- Poems to Read: A New Favorite Poem Project Anthology, éd. W. W. Norton & Company, 2002,
- Americans' Favorite Poems, éd. W. W. Norton & Company, 1999.

## Prix et distinctions
- 2006, le Prix Manhae de littérature,
- 2004, le PEN/Voelckler Award,
- 1997, le Lenore Marshall Poetry Prize[21].
- 1996, le Shelley Memorial Award[22]
- 1996, nomination pour le prix Pulitzer pour le livre The Figured Wheel: New and Collected Poems 1966-1996...
- 1984, le William Carlos Williams Prize,
- 1980, le Saxifrage Prize,
- 1980, boursier de la fondation Guggenheim[23]

## Anecdote
Il apparaît à l'épisode 20 de la saison 13 des Simpson.